# نبرد جسر بنات یعقوب
نبرد جسر بنات یعقوب یا نبرد پل دخترهای یعقوب در ۲۷ سپتامبر ۱۹۱۸ در آغاز تعقیب گروه سواران صحرایی از بازماندگان در حال عقب‌نشینی گروه ارتش ییلدیریم به سوی دمشق در جریان کارزار سینا و فلسطین در جنگ جهانی اول روی داد. پس از نبرد سماخ و تصرف طبریه که پیروزی قاطع نیروی اعزامی مصر را در بخش شارون از نبرد مجدّو کامل کرد لشکر سوار نظام استرالیا به چند موضع پشتی حمله کرد و آن‌ها را به تصرف درآورد. این مواضع توسط سربازان آلمانی و عثمانی از گروه طبریه در پل بنات یعقوب که پلی مهم بر رود اردن بود و همچنین در گذرگاه‌هایی در المن و شمال به سوی دریاچه حوله نگه‌داری می‌شد.
بازماندگان ارتش هفتم و هشتم عثمانی در ستون‌هایی از تپه‌های یهودیه از طریق پل دخترهای یعقوب که قنیطره و کوکب بودند به سوی دمشق عقب‌نشینی می‌کردند و توسط لشکر سوار نظام استرالیا و لشکر پنجم سواره‌نظام تحت تعقیب بودند. همزمان بازماندگان ارتش چهارم عثمانی نیز در ستون‌هایی از مسیر جاده زائران (جاده قدیمی حج که دنباله مسیر کهن شاهراه پادشاهان بود) از طریق درعا به سوی دمشق عقب‌نشینی می‌کردند و لشکر چهارم سواره‌نظام آن‌ها را تعقیب می‌کرد.
پادگان‌های بازمانده از سماخ و طبریه که از بقایای ارتش هفتم و هشتم تشکیل شده بودند، در سمت شرقی رود اردن سنگر گرفتند تا عقب‌نشینی بقایای اصلی گروه ارتش ییلدیریم را پوشش دهند. نیروهای عقبه در طول روز توسط لشکر سواره‌نظام استرالیا مورد حمله قرار گرفتند و شماری از بازماندگانی که موفق به عقب‌نشینی نشده بودند، به اسارت درآمدند و ساحل شرقی رود اردن به تصرف درآمد. لشکر سواره‌نظام استرالیا، و پس از آن لشکر پنجم سواره‌نظام، پیشروی خود به سوی دمشق را در ادامه روز ادامه دادند.

## پیش‌زمینه

### اهمیت راهبردی
رود اردن تنها یک گذرگاه در انتهای جنوبی دشت حوله دارد، پیش از آنکه بین تپه‌های کورازیم و بلندی‌های جولان باریک شود. این گذرگاه در زبان انگلیسی بیشتر با نام «گذرگاه یعقوب» شناخته می‌شود. پل‌هایی که در گذشته در این مکان ساخته شده‌اند، باعث شده‌اند که این محل به نام عربی «جسر بنات یعقوب» (به معنای پل دخترهای یعقوب) شناخته شود. در زبان عبری نیز به آن «گشر بنوت یعقوف» گفته می‌شود که امروزه در اسرائیل با این نام شناخته می‌شود.
این مکان راهبردی از دوران پیشاتاریخی تاکنون توسط انسان‌ها مورد استفاده قرار گرفته است. مسیر کاروان‌ها از چین تا مراکش که از طریق بین‌النهرین و مصر می‌گذشت، از این نقطه عبور می‌کرد که اهمیت راهبردی آن در طول تاریخ برای مصری‌ها، آشوری‌ها، هیتی‌ها، یهودیان، عرب‌های سارازن، شوالیه‌های صلیبی و جانی‌ساران عثمانی محفوظ بوده است؛ همه این گروه‌ها از این مکان رودخانه را پشت سر گذاشته‌اند. صلیبی‌ها قلعه‌ای بر فراز این گذرگاه ساختند که تهدیدی برای دمشق به‌شمار می‌رفت و در سال ۱۱۷۹ توسط صلاح‌الدین ایوبی مورد حمله قرار گرفت و تخریب شد. همچنین، پل سنگی قوسی‌شکل قدیمی، حد شمالی پیشروی ناپلئون در سال ۱۷۹۹ را نشان می‌داد.

### لیمان فون ساندرز و گروه ارتش ییلدیرم در حال عقب‌نشینی

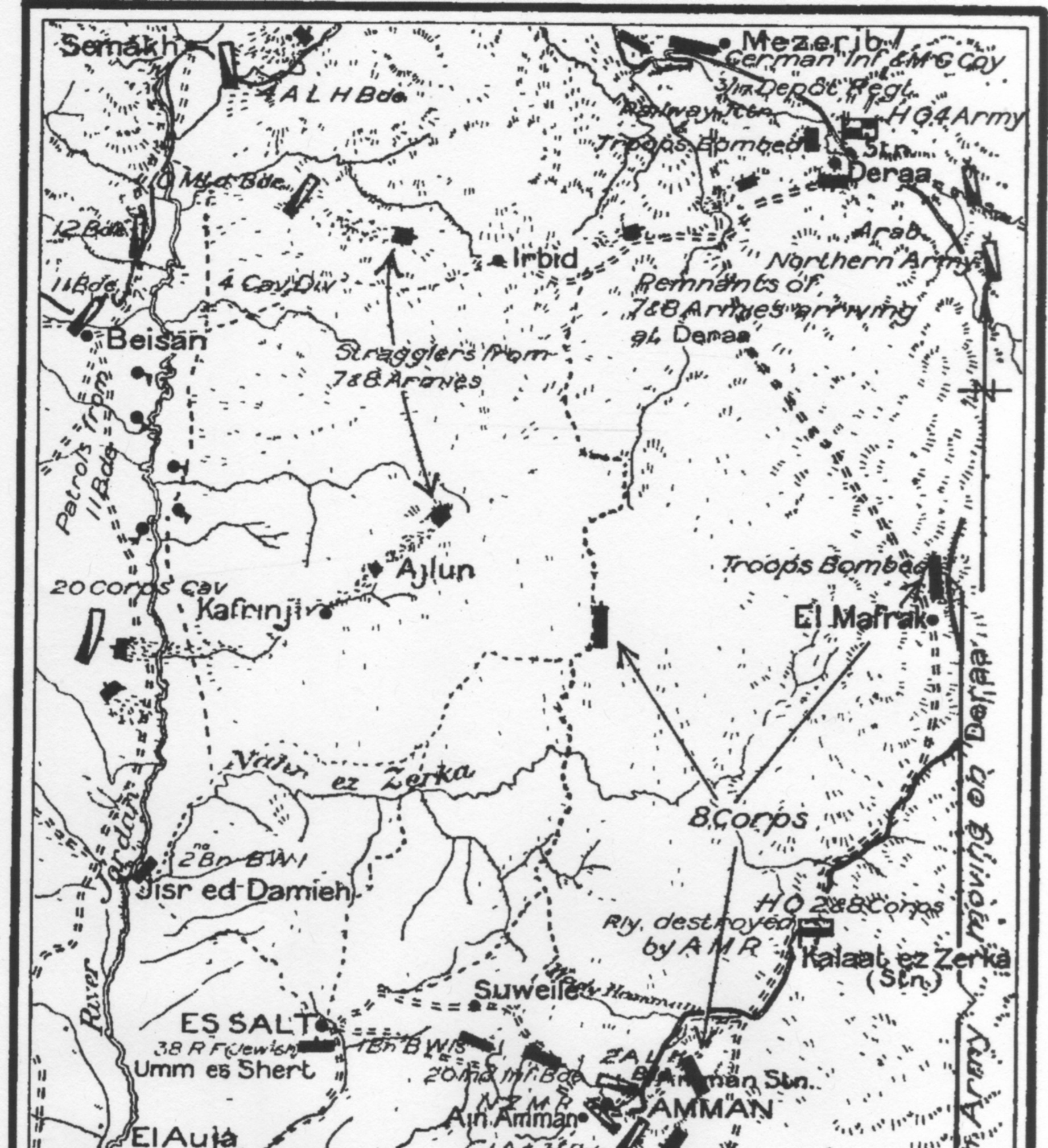
نقشه شماره ۴۳ گلت جزئیات موقعیت‌های باقی‌مانده‌های در حال عقب‌نشینی گروه ارتش ییلدیرم، بیسان، اربد و درعا را نشان می‌دهد که رود اردن در سمت چپ و جاده حاجیان در سمت راست قرار دارند.

تعقیب به سمت دمشق با پیشروی لشکر سواره‌نظام چهارم به سمت شرق به درعا و سپس شمال به سمت دمشق که در فاصله ۱۴۰ مایل (۲۳۰ کیلومتر) قرار داشت، آغاز شد. یک روز بعد، لشکر سواره‌نظام استرالیایی به همراه لشکر سواره‌نظام پنجم به‌عنوان ذخیره، پیشروی ۹۰ مایلی (۱۴۰ کیلومتری) خود را از دورترین نقطه شمالی یعنی دریاچه طبریه به سمت دمشق آغاز کردند.
پس از فرار از ناصره در ۲۰ سپتامبر، اتو لیمان فون زاندرز، فرمانده گروه ارتش ییلدریم، صبح روز ۲۱ سپتامبر به درعا رسید در مسیر خود به سمت دمشق. در درعا گزارشی از ارتش چهارم عثمانی دریافت کرد و دستور داد تا به خط یرموک تا اربد تا درعا عقب‌نشینی کنند. 
تا ۲۶ سپتامبر، نیروهای مستقر ارتش چهارم در امان به غیر از نگهبانان عقب که در امان اسیر شده بودند درگیر نشده بودند و هنوز به عنوان یک نیروی جنگی تازه‌نفس باقی مانده بودند، هرچند که به سرعت در حال عقب‌نشینی به سمت شمال در امتداد راه‌آهن حجاز و جاده زائران، کیلومترها به شرق رود اردن در مسیر دمشق بودند.
بین ۶۰۰۰ تا ۷۰۰۰ سرباز آلمانی و عثمانی که از ارتش‌های چهارم، هفتم و هشتم عثمانی باقی مانده بودند، توانستند قبل از تصرف تیبریا در ۲۵ سپتامبر و درعا در ۲۷ سپتامبر، از طریق این مناطق به سمت دمشق عقب‌نشینی کنند و در آن زمان در یا شمال موزیریب بودند.

### لشکر سواره‌نظام استرالیا
در جریان مرحلهٔ سواره‌نظام نبرد شارون، تیپ سوم سواره‌نظام سبک لشکر سواره‌نظام استرالیا شهر جنین را تصرف کرد، تیپ چهارم سواره‌نظام سبک نیز شهر سماخ را به تصرف درآورد، و در مرحلهٔ پیاده‌نظام همین نبرد، تیپ پنجم سواره‌نظام سبک به لشکر شصتم برای تصرف طولکرم کمک کرد.

## مقدمه
لشکر سواره‌نظام استرالیا، به‌دنبال آن لشکر پنجم سواره‌نظام و ستاد فرماندهی سپاه سواره‌نظام صحرا، ساعت ۶ صبح روز ۲۷ سپتامبر تیبریاس را ترک کردند تا تعقیب نیروهای عقب‌نشینی‌کننده به سوی دمشق را آغاز کنند. تیپ پنجم سواره‌نظام سبک، که رهبری لشکر سواره‌نظام استرالیا را بر عهده داشت، در امتداد ساحل دریاچه طبریه به سمت شمال حرکت کرد و از پشته‌های بلند و رگه‌دار خاک رس عبور کرد که بار دیگر یادآور پشته‌های گالیپولی بودند. آن‌ها به حرکت خود به‌سوی ارتفاعات بلندی‌های جولان ادامه دادند؛ منطقه‌ای با موقعیت دفاعی ایده‌آل که بر تمامی گذرگاه‌های رود اردن اشراف دارد. در اینجا، آن‌ها برای چندین ساعت در پل دخترهای یعقوب بر روی شمال رود اردن، در شمال دریاچه طبریه، متوقف شدند.

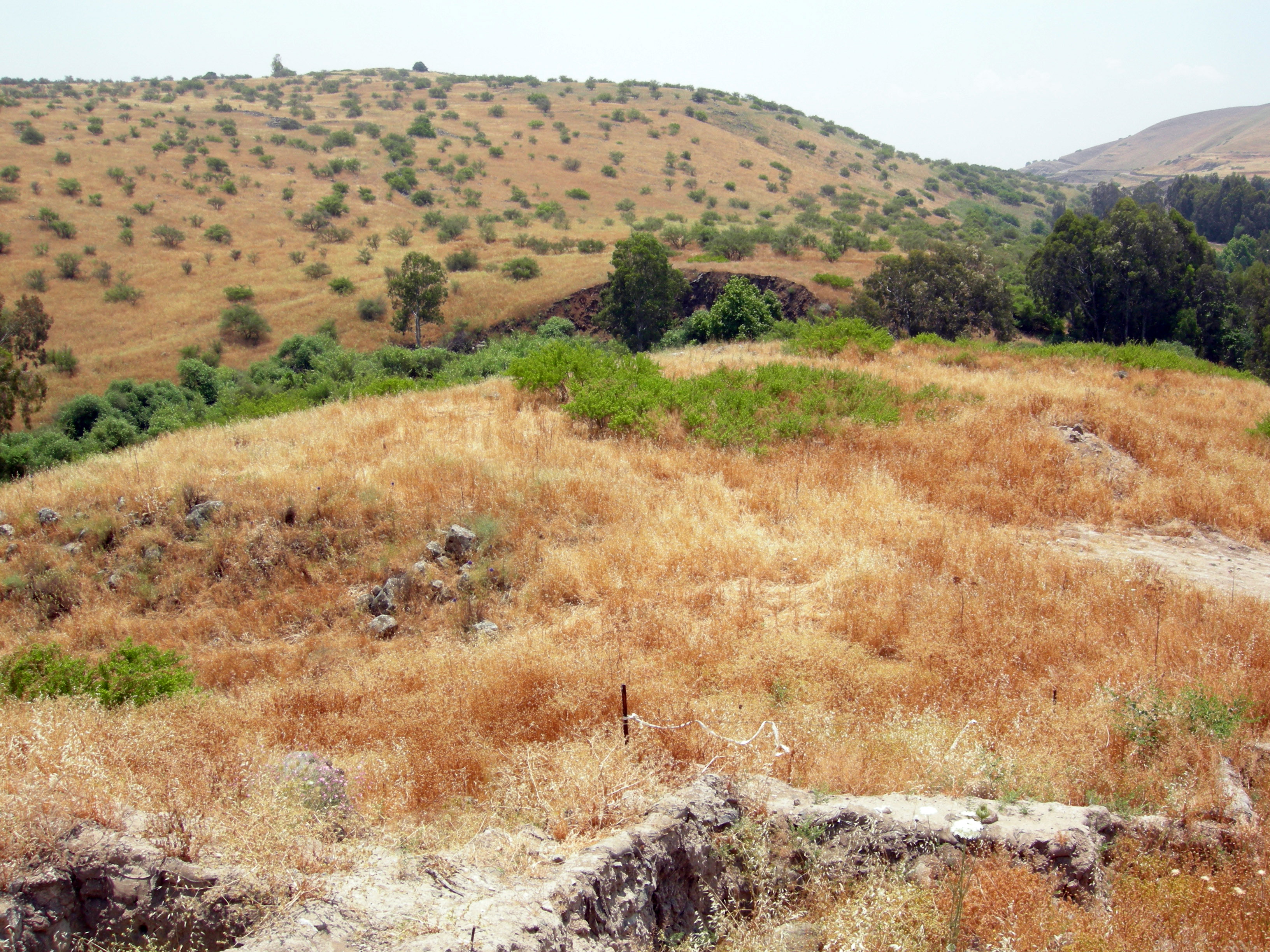
نمایی از کرانهٔ غربی رود اردن به‌سوی محل استقرار نیروهای عقبدار عثمانی؛ محل‌های نبرد در گذرگاه یعقوب.

لیمان فن زاندرس به گروه طبریه که از بازماندگان پادگان‌های سماخ و طبریه تشکیل شده بود، دستور داده بود تا با ایجاد نیروهای عقبدار در جنوب دریاچه حوله، با شدت در برابر تعقیب نیروی اعزامی مصر مقاومت کنند. آنها به بازماندگان ستاد فرماندهی گروه ارتش ییلدریم و پادگان ناصره که از طریق طبریه عقب‌نشینی کرده بودند، پیوستند تا از طریق پل دخترهای یعقوب، در جنوب دریاچه حوله از رود اردن عبور کنند. پس از عبور از رود اردن و منفجر کردن پل، موقعیت‌های عقبداری را با استفاده از مسلسل‌ها در کرانه شرقی رودخانه و مشرف به محل‌های گذرگاه، آماده کردند.

## نبرد

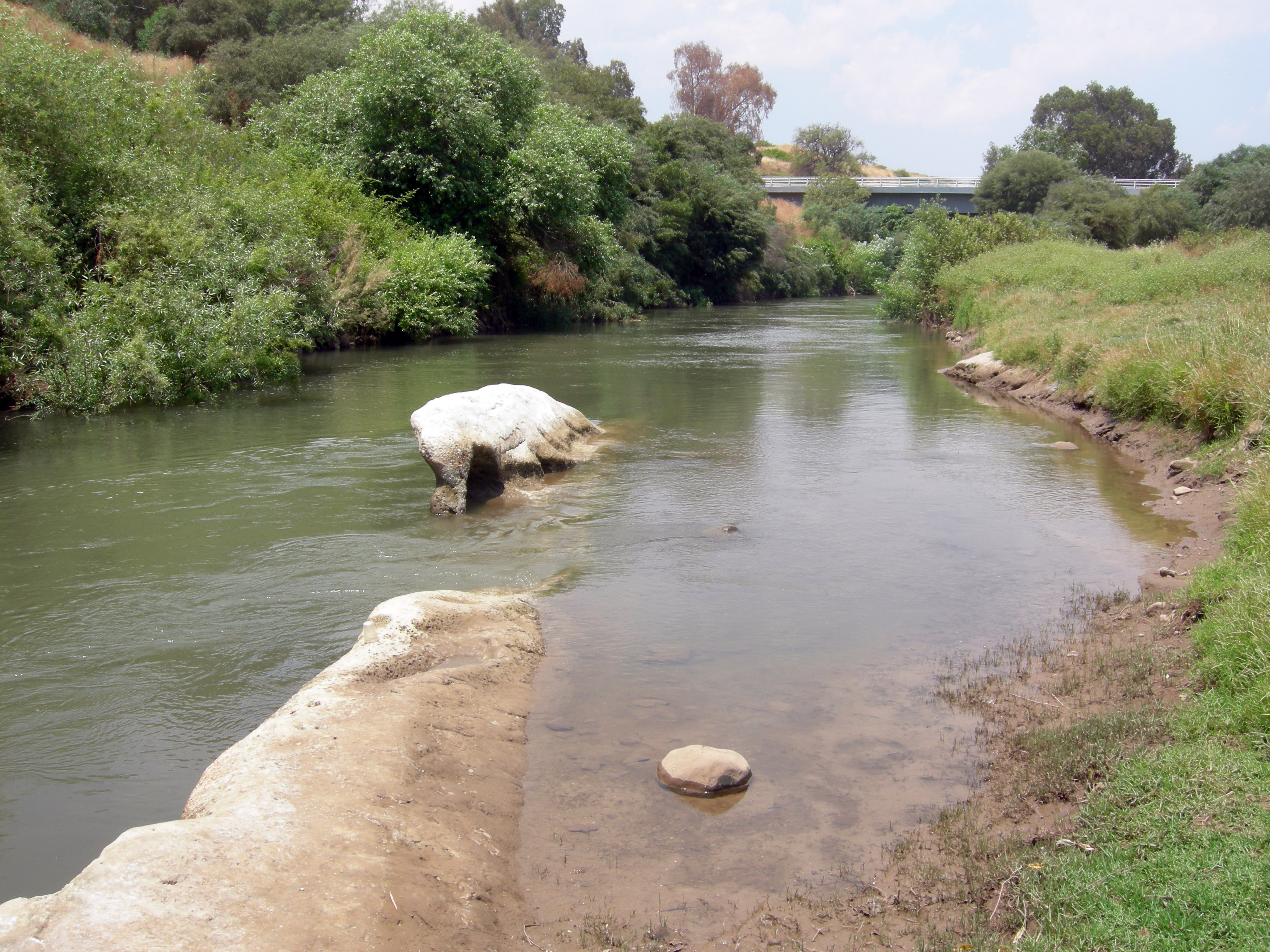
پل دخترهای یعقوب بر فراز رود اردن در نزدیکی گذرگاه یعقوب در سال ۲۰۰۹

گردان سواره‌نظام استرالیا حوالی ظهر به رود اردن رسید و با نیروهای عقب‌نشین از جمله مسلسل‌چیان آلمانی روبه‌رو شد که از ساحل مقابل یا شرقی رودخانه بر منطقه تسلط داشتند و مسیرهای باز و گذرگاه جنوب پل را پوشش می‌دادند. در این نقطه رودخانه عمیق و سریع‌الجریان بود و سواحل شیبداری داشت که عبور از آن را دشوار می‌کرد، به‌ویژه با وجود خطر آتش مسلسل‌ها. مواضع گستردهٔ نیروهای عقب‌نشین که از ساحل غربی رود اردن دفاع می‌کردند، از پل دخترهای یعقوب تا شمال، تا دریاچه حوله ادامه داشت.

### پل دخترهای یعقوب
در پل دخترهای یعقوب، هنگ مخلوط سواره‌نظام که به نام‌های هنگ مخلوط ۱۶ام سواره‌نظام فلسطین و سوریه و همچنین نخستین هنگ مخلوط سواره‌نظام شام شناخته می‌شود متشکل از دو اسکادران از شکارچیان آفریقایی و فرانسوی و یک اسکادران از سپاهی‌ها از بریگاد پنجم سواره‌نظام سبک، به بخشی از نیروهای عقب‌نشین که از ساختمان‌های انتهای غربی پل دفاع می‌کردند، حمله کردند. آنها از زمین باز عبور کرده و در ترتیب پراکنده پیاده شدند تا حمله‌ای مستقیم انجام دهند که در این مسیر «خساراتی» متحمل شدند، چرا که هیچ پشتیبانی توپخانه‌ای برای حمایت از حمله‌شان در دسترس نبود.
اسکادران مسلسلِ بریگاد چهارم سواره‌نظام سبک، به‌جز چهار مسلسل که همراه هنگ دوازدهم سواره‌نظام سبک بودند، در کنار هنگ مخلوط سواره‌نظام (Régiment Mixte de Marche de Cavalerie) در نزدیکی روستای کوسر عطا وارد نبرد شد. در ساعت ۱۸:۴۰ فرماندهی هنگ مخلوط سواره‌نظام به بریگاد چهارم سواره‌نظام سبک منتقل گردید. چند ساعت پس از غروب آفتاب، در ساعت ۲۰:۳۰ به بریگاد چهارم دستور داده شد تا تماس نزدیک با دشمن را حفظ کرده و در صورت شروع عقب‌نشینی، آماده تعقیب باشد. پل تا ساعت ۰۲:۱۵ پاک‌سازی شده گزارش شد و در این زمان هنگ مخلوط سواره‌نظام به دنبال هنگ دوازدهم سواره‌نظام سبک از رودخانه عبور کرد.

### المین
باقی‌ماندهٔ بریگاد پنجم سواره‌نظام سبک، شامل هنگ چهاردهم سواره‌نظام سبک و هنگ چهارم سواره‌نظام سبک که موقتاً از بریگاد چهارم جدا شده بودند، به جستجوی یک محل عبور از رودخانه در جنوب پل پرداختند. در نهایت، آن‌ها در اواخر بعدازظهر، حدود ۲٫۴ کیلومتر (۱٫۵ مایل) از جنوب پل دخترهای یعقوب از رودخانه شنا کردند و از محل گذر المین عبور کردند. در آنجا در زمین سنگلاخی در سمت مقابل رودخانه گرفتار شدند و به‌دلیل تاریکی نتوانستند به مسیر خود ادامه دهند. مجبور شدند تا روشنایی صبح در همان موقعیت باقی بمانند.
ساعت ۱۷:۰۰، هنگ دوازدهم سواره‌نظام سبک از بریگاد چهارم سواره‌نظام سبک، همراه با چهار تیربار، مأموریت یافت تا از رودخانه اردن عبور کرده و یک سرپل در المین ایجاد کند. تا ساعت ۰۲:۱۵ صبح ۲۸ سپتامبر، هنگ دوازدهم سواره‌نظام سبک از رودخانه عبور کرده بود. در طول شب، گشت‌ها نیز از رودخانه عبور کردند و هنگ چهارم سواره‌نظام سبک پیشروی خود را ادامه داده و تا فاصله‌ای به سمت اد دورا رسید.
در جریان عبور از رودخانه اردن در نزدیکی المین دو عضو از هنگ چهارم سواره‌نظام سبک مورد تقدیر قرار گرفتند؛ سرگرد سربازخانه فرِدریک گیل به دلیل کمک به اسب‌ها تحت آتش سنگین نشان نظامی دریافت کرد و سرباز جورج استوکدیل به‌خاطر انجام مأموریت شناسایی موفق که در آن موضعی را یافت که قادر بود موقعیت دشمن را مشاهده کند و در گزارش‌های رسمی ذکر شد.
در ساعت ۹ صبح روز ۲۸ سپتامبر، هنگ چهارم سواره‌نظام سبک به تیپ چهارم سواره‌نظام سبک بازگشت. هنگ از زمان استقرار در لِجّون به تیپ پنجم سواره‌نظام سبک وابسته بود. هم‌زمان، گردان مختلط سواره‌نظام نیز به تیپ پنجم سواره‌نظام سبک بازگشت.

### دریاچه حوله
در همین حال، تیپ سوم سواره‌نظام سبک در امتداد ساحل غربی رودخانه اردن به سمت شمال پیشروی کرد تا به کرانه جنوبی دریاچه حوله برسد و به دنبال مکانی مناسب برای عبور رودخانه بگردد. در خط مقدم، هنگ نهم سواره‌نظام سبک از ساحل غربی به سوی نیروهای عقب‌نشین آتش گشود، در حالی که هنگ دهم سواره‌نظام سبک موفق شد در هنگام گرگ و میش از رودخانه عبور کند و یک اسکادران موقعیت قوی نیروهای عقب‌نشین را تصرف کرد، ۵۰ اسیر گرفت و سه قبضه توپ به دست آورد. هنگ هشتم سواره‌نظام سبک ساعت ۱۹:۰۰ از رودخانه اردن عبور کرد و پشت سر هنگ دهم حرکت نمود، در حالی که راهنمایان و چراغ سیگنال را باقی گذاشت تا به هنگ نهم سواره‌نظام سبک و ستاد هنگ نشان دهند محل عبور رودخانه کجاست.
نیروی اصلی عقب‌نشین در پل دخترهای یعقوب از تهدید به خطوط ارتباطی خود آگاه شده بود و این موضوع آنها را مجبور به عقب‌نشینی کرد؛ بسیاری از آنها با وانت‌های نظامی عقب‌نشینی کردند. در حالی که ۵۳ نفر از آنها اسیر شدند.

## پیامدها

### حمله به دیر السراس
ستاد تیپ سوم سواره‌نظام سبک، پس از هنگ دهم و هشتم سواره‌نظام سبک، از رود اردن عبور کرد. هنگ دهم سواره‌نظام سبک در ساعت ۱۸:۱۵ روز ۲۷ سپتامبر از رود عبور کرد تا به‌سوی جاده دمشق پیشروی کند. تا نیمه‌شب، تمامی تیپ از رود عبور کرده و به‌میزان ۴ مایل (۶٫۴ کیلومتر) پیشروی کرده بود تا جاده دمشق را در دیر السرس قطع کند، اما نیروی اصلی پشتیبان عثمانی که از پل دخترهای یعقوب دفاع می‌کرد، پیش‌تر عقب‌نشینی کرده بود.
در دیر السرس با یک نیروی پشتیبان قوی روبه‌رو شدند که از منطقه دفاع می‌کرد. این موضع توسط سواره‌نظام با حمله‌ای سوارشده مورد یورش قرار گرفت، که در جریان آن، چندین تن از مدافعان با شمشیر از پای درآمدند. سربازان گروهان «بی» از هنگ دهم سواره‌نظام سبک، به مواضع پشتیبان دشمن حمله کرده و آن را تصرف کردند. یکی از دسته‌ها پیاده شد، در حالی که باقی نیروها به‌دلیل ناهمواری زمین، به‌صورت تک‌ردیفه و سواره از جناح به سمت موقعیت دشمن حرکت کردند. آن‌ها موفق شدند موقعیت را تصرف کرده و ۱۲ سرباز آلمانی، ۴۱ سرباز عثمانی، یک توپ صحرایی، یک تیربار، یک کامیون موتوری و یک انبار مهمات را به غنیمت بگیرند. اندکی پیش از سپیده‌دم، یگان به دیر السرس رسید و گروهان «بی» نیز ساعت ۸ صبح ۲۸ سپتامبر به هنگ خود ملحق شد.

### عبور از رود اردن

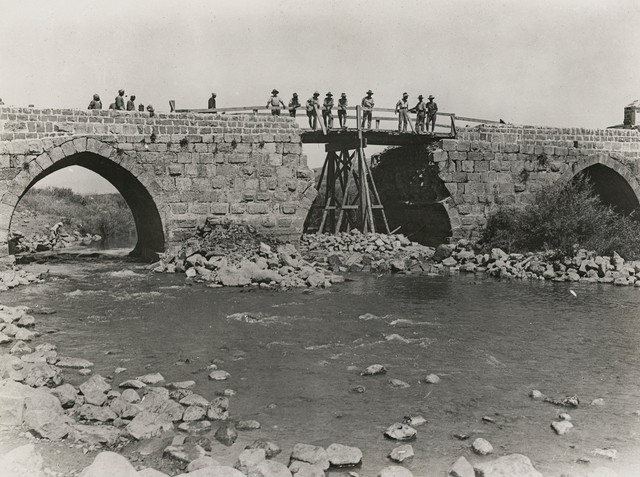
پل دخترهای یعقوب تعمیر شد

در حالی‌که یگان‌های سواره‌نظام سبک از رود اردن عبور می‌کردند تا بازماندهٔ نیروهای پشتیبان دشمن را که با کامیون عقب‌نشینی نکرده بودند، تصرف کنند، تمامی وسایل چرخ‌دار از جمله توپ‌ها ناچار بودند تا زمان بازسازی پل منتظر بمانند.
قطار پل‌سازی سپاه سواره‌نظام صحرایی در طول شب با کامیون‌هایی حامل چوب به محل رسید. نیروهای مهندس (ساپرها) کار بازسازی قوس پل که کاملاً تخریب شده بود را آغاز کردند. آنان ظرف پنج ساعت یک داربست بلند ساختند تا قسمت ویران‌شدهٔ پل را پوشش دهند.
با فرا رسیدن روز در ۲۸ سپتامبر، لشکر سواره‌نظام استرالیا از رودخانه عبور کرده و در حال پیشروی در جاده به سمت الکنیترا بود. مدت کوتاهی بعد، خودروهای چرخ‌دار و توپخانهٔ آنان نیز از روی پل تعمیرشده عبور کرده و به دنبالشان حرکت کردند. کمی پس از ساعت ۰۷:۰۰، با پیشتازی تیپ سوم سواره‌نظام سبک، تعقیب نیروهای عقب‌نشینی‌کننده توسط لشکر سواره‌نظام استرالیا ادامه یافت.